# مصطفی صبحی

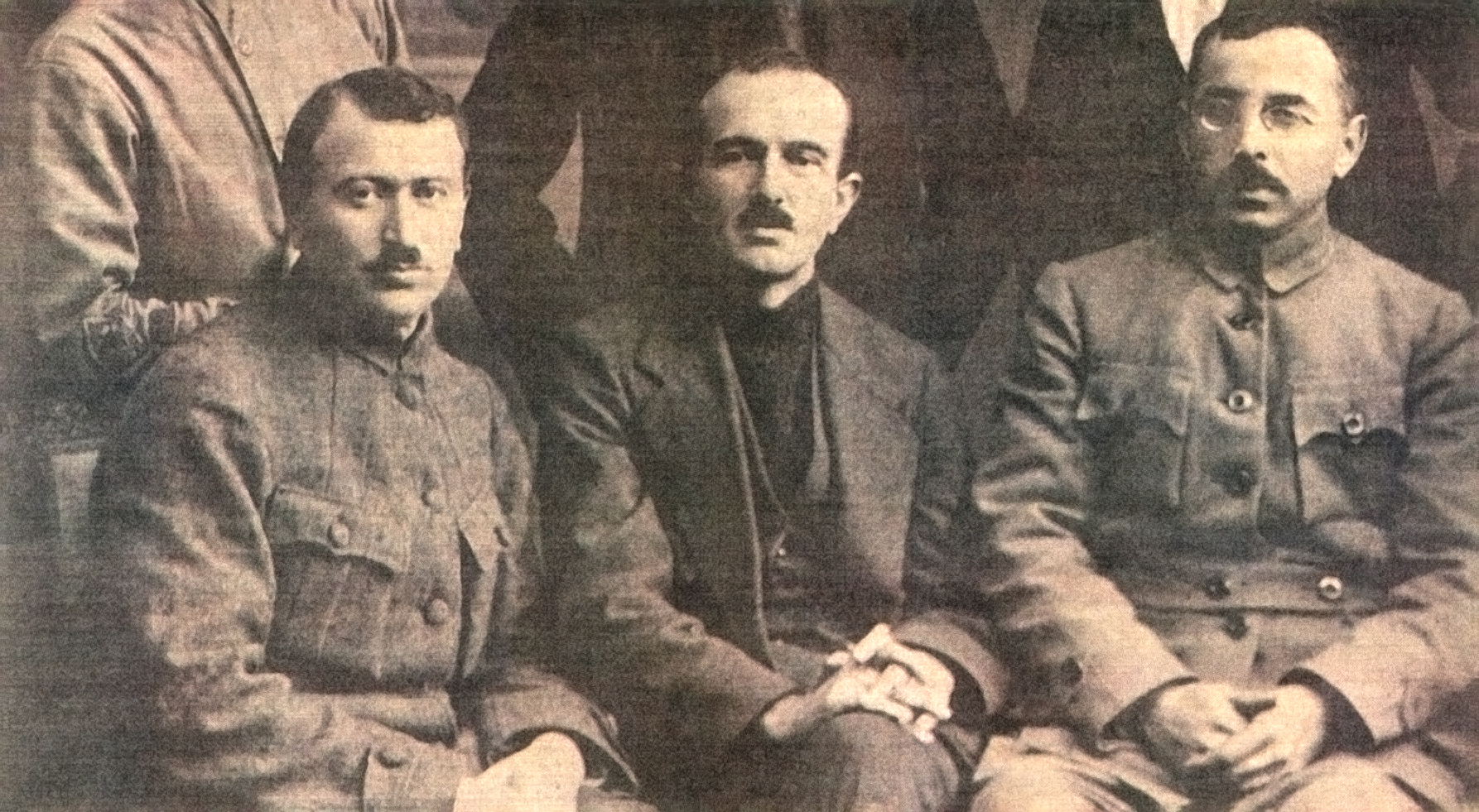
مصطفی صبحی (راست) بنیانگذار حزب کمونیست ترکیه، در کنار ادهم نجات (وسط) دبیرکل این حزب.

مصطفی صبحی (به ترکی: Mustafa Suphi)، از فعالان انقلابی و رهبران کمونیست اهل کشور ترکیه و بنیانگذار حزب کمونیست ترکیه بود.

## زندگی

### سال‌های نخستین
مصطفی صبحی در سال ۱۸۸۳ در استان گره‌سون در امپراتوری عثمانی به دنیا آمد که امروزه در کشور ترکیه واقع شده‌است. وی در اورشلیم، دمشق و ارزروم به تحصیل پرداخت و سپس به دبیرستان گالاتاسرای رفت. وی در پاریس به تحصیل در رشتهٔ علوم سیاسی پرداخت و همچنین به عنوان خبرنگار در روزنامهٔ ترکی طنین به کار پرداخت. وی در ۱۹۱۰ به ترکیه بازگشت و به عنوان ویراستار در روزنامهٔ افهام مشغول به کار شد. وی همچنین به سخنرانی دربارهٔ قانون و اقتصاد پرداخت. مصطفی صبحی در سال ۱۹۱۳ به اتهام معاونت در قتل محمود شوکت پاشا متهم شده و به پانزده سال تبعید در سینوپ محکوم شد. وی در آنجا به نگارش مقالاتی دربارهٔ فلسفهٔ غرب برای نشریه‌های اجتها و حق پرداخت. با این حال در ۱۹۱۴ از سینوپ فرار کرده و به روسیه گریخت. در آنجا متعاقب بروز جنگ جهانی اول نیروهای روسی وی را به عنوان اسیر جنگی به تبعید در منطقهٔ اورال فرستادند.

### فعالیت‌های کمونیستی
مصطفی صبحی در زمان تبعید در اورال در سال ۱۹۱۵ به حزب بلشویک پیوست. وی در ژوئیهٔ ۱۹۱۸ به سازماندهی کنگرهٔ سوسیالیست‌های چپ ترکیه کمک کرد که در در مسکو برگزار شد و در ماه نوامبر بخشی از مسکوم شد. وی همچنین به عضویت کمیتهٔ مرکزی کارگران مسلمان همهٔ روسیه در نارکومناتس انتخاب شد. وی به عنوان دستیار میرسعید سلطان گالیف ایفای نقش می‌کرد. مصطفی صبحی دبیر بخش ترکی دفتر تبلیغات شرق بود و در سال ۱۹۱۹ به عنوان نمایندهٔ ترکیه در کنگرهٔ اول انترناسیونال سوم (کمینترن) حاضر شد. صبحی در همان سال همچنین نشریهٔ دنیای نو (به ترکی: Yeni Dünya) را با هدف توده‌ای کردن بنیانهای سوسیالیسم علمی در میان ترک‌ها بنیان‌گذاری کرد.

### مرگ
در کنگرهٔ اول حزب کمونیست ترکیه که در ۱۰ سپتامبر ۱۹۲۰ در باکو برگزار شد، مصطفی صبحی به عنوان دبیر اول برگزیده شد و به آناتولی رفت. وی یکی از ۱۵ کمونیستی بود که به ترکیه رفت تا در جنگ استقلال ترکیه مشارکت کند. کمونیست‌ها پس از مواجهه با برخوردی خصمانه در ارزروم، در صدد بازگشت به باکو برآمدند. با این حال آن‌ها در شب ۲۸ ژانویهٔ ۱۹۲۱، توسط ناخدا یحیی پس از حرکت از ترابزون کشته شدند. بر اساس منابع دیگر، وی توسط گروهی از هواداران ترابزونی انور پاشا کشته شد، ظاهراً به دلیل ترس از افشای نقشه‌های انور پاشا برای فعالیت سیاسی در مسکو و قصد نهایی وی مبنی بر استفاده از بلشویک‌ها برای بازپس گرفتن قدرت در ترکیه که یک بار از سوی ناسیونالیست‌ها به شکست انجامیده بود.